# Dan McClintock
Daniel Raymond McClintock, detto Dan (Fountain Valley, 19 aprile 1977), è un ex cestista statunitense.

## Carriera
È stato selezionato dai Denver Nuggets al secondo giro del Draft NBA 2000 (53ª scelta assoluta).

## Palmarès
- Campionato lettone: 1

Ventspils: 2003-04
- Semaine des As: 1

Nancy: 2005